# Оријент
Оријент је израз који води порекло од латинске ријечи oriens у значењу „исток”. Римљани су поред општег значења овог појма сковали и посебно територијално значење, које се непосредно односило на источне области Римског царства. Тако је настао хороним Оријент (Oriens), који је у свом посебном територијалном значењу био озваничен за време владавине цара Диоклецијана (284–305). Тада је установљена посебна административна јединица – дијецеза Оријент, која је обухватала простране области од Сирије, преко Палестине, до Египта. Територијално значење појма Оријента се додатно проширило током 4. века, када је створена преторијска префектура Оријент. Из римске терминологије појам Оријент је посредством латинског језика касније пренет у разне европске језике, усталивши се у свом територијалном значењу.
У савременој терминологији, појам Оријент се користи за описивање источног свијета, односно култура и земаља азијског континента. Под тиме се може подразумијевати Блиски исток или Далеки исток, односно Азија у цјелини. То је традиционални назив за све што припада источном свијету или је на Далеком истоку, у односу на Европу. У енглеском језику је metonym што значи да се односи на различите дијелове Азије. Израз се такође користи за означавање источног смјера у историјској астрономији као придјев оријент.
Оријент обухвата простор југозападне и централне Азије те сјеверне Африке, који припада исламскоме културном кругу. То је подручје у којему је у 7. вијеку настала нова религија ислам, односно нова култура која се ширила и уједињавала велика пространства од Индије на истоку до Пиринејског полуострва на западу, те од степских подручја централне Азије на сјеверу до афричког Сахела на југу. Ширењем ислама развијали су се и градови. Оријент је простор старих цивилизација с дугом традицијом урбанизације, па је ислам наставио баштинити развој старих, али и подизати нове градове. Градови у овом простору имају своје функционалне, социјалне и морфолошке специфичности те чине посебан културно-генетски тип града који се назива оријентални или исламски град.
За особе које су поријеклом из Азије се понекад користи израз оријенталац, али мање него у прошлости, јер се често сматра увредљивим и „политички некоректним“.